# Radu Petrescu
Radu Marian Petrescu (Boekarest, 12 november 1982) is een Roemeens voetbalscheidsrechter. Hij is in dienst van FIFA en UEFA sinds 2012. Ook leidt hij sinds 2007 wedstrijden in de Liga 1.
Op 10 augustus 2007 leidde Petrescu zijn eerste wedstrijd in de Roemeense hoogste divisie, toen Dacia Mioveni met 2–2 gelijkspeelde tegen FC Vaslui. Tijdens dit duel trok de scheidsrechter eenmaal de gele kaart. Zijn debuut in internationaal verband maakte de Roemeen tijdens een wedstrijd tussen FK Jagodina en Ordabası Şımkent in de voorronde van de Europa League; het eindigde in 0–1 en Petrescu gaf drie gele kaarten. Op 4 juni 2016 leidde hij zijn eerste interland, toen Slowakije met 0–0 gelijkspeelde tegen Noord-Ierland. Tijdens dit duel toonde Petrescu alleen aan de Noord-Ier Patrick McNair een gele prent.

## Interlands
| Datum            | Plaats                    | Wedstrijd                 | Uitslag | Competitie             | Kreeg geel | Kreeg voor de tweede keer geel en dus rood | Weggestuurd |
| ---------------- | ------------------------- | ------------------------- | ------- | ---------------------- | ---------- | ------------------------------------------ | ----------- |
| 4 juni 2016      | Trnava, Slowakije         | Slowakije – Noord-Ierland | 0 – 0   | Vriendschappelijk      | 1          | 0                                          | 0           |
| 15 november 2016 | Lens, Frankrijk           | Frankrijk – Ivoorkust     | 0 – 0   | Vriendschappelijk      | 1          | 0                                          | 0           |
| 10 juni 2017     | Neurenberg, Duitsland     | Duitsland – San Marino    | 7 – 0   | WK 2018 kwalificatie   | 3          | 0                                          | 0           |
| 15 november 2018 | Andorra la Vella, Andorra | Andorra – Georgië         | 1 – 1   | Nations League 2018/19 | 5          | 0                                          | 0           |
| 30 mei 2019      | Antalya, Turkije          | Turkije – Griekenland     | 2 – 1   | Vriendschappelijk      | 2          | 0                                          | 0           |
| 10 juni 2019     | Dublin, Ierland           | Ierland – Gibraltar       | 2 – 0   | EK 2020 kwalificatie   | 2          | 0                                          | 0           |
| 16 november 2019 | Ljubljana, Slovenië       | Slovenië – Letland        | 1 – 0   | EK 2020 kwalificatie   | 6          | 0                                          | 0           |
| 12 november 2020 | Chisinau, Moldavië        | Moldavië – Rusland        | 0 – 0   | Vriendschappelijk      | 3          | 0                                          | 0           |
| 18 november 2020 | Tirana, Albanië           | Albanië – Wit-Rusland     | 3 – 2   | Nations League 2020/21 | 9          | 0                                          | 0           |
| 28 maart 2021    | Tbilisi, Georgië          | Georgië – Spanje          | 1 – 2   | WK 2022 kwalificatie   | 3          | 0                                          | 1           |
| 12 november 2021 | Kopenhagen, Denemarken    | Denemarken – Faeröer      | 3 – 1   | WK 2022 kwalificatie   | 4          | 0                                          | 0           |
| 4 juni 2022      | Jerevan, Armenië          | Armenië – Ierland         | 1 – 0   | Nations League 2022/23 | 2          | 0                                          | 0           |
| 26 maart 2023    | Luxemburg, Luxemburg      | Luxemburg – Portugal      | 0 – 6   | EK 2024 kwalificatie   | 5          | 0                                          | 0           |
| 7 september 2023 | Astana, Kazachstan        | Kazachstan – Finland      | 0 – 1   | EK 2024 kwalificatie   | 0          | 0                                          | 0           |
| 6 september 2024 | Ljubljana, Slovenië       | Slovenië – Oostenrijk     | 1 – 1   | Nations League 2024/25 | 6          | 0                                          | 0           |
| 14 november 2024 | Brussel, België           | België – Italië           | 0 – 1   | Nations League 2024/25 | 5          | 0                                          | 0           |
| 20 maart 2025    | Jerevan, Armenië          | Armenië – Georgië         | 0 – 3   | Nations League 2024/25 | 3          | 0                                          | 0           |

Laatst bijgewerkt op 27 maart 2025.